# Туринське дербі
Дербі делла Моле (італ. Derby della Mole), також відоме як Туринське дербі (італ. Derby di Torino), назва футбольних матчів між італійськими футбольними клубами «Ювентус» і «Торіно». Зустріч називається Дербі делла Моле на честь одного з найбільш відомих символів Турина, Моле-Антонелліана.

## Історія
Перша зустріч суперників відбулася 13 січня 1907 року, коли в матчі чемпіонату Італії, «Торіно» зустрівся з «Ювентусом» на стадіоні «Велодром Умберто I» і завдяки голам Федеріко Феррарі Орсі і Ганса Кемпера, здобув перемогу 2-1. Перша перемога «Ювентуса» в дербі, сталася 19 січня 1909 року, коли «б'янконері» на «Корсо Себастополі Камп» обіграли суперника 3:1.
Відносини між уболівальниками двох клубів практично з перших матчів стали досить складними. Під час матчів та після їх закінчення найчастіше відбувалися і відбуваються зіткнення та заворушення. У 1967 році після матчу Серії А, який «Торіно» виграв 4-0, тіфозі «Ювентуса» в пориві гніву, осквернили могилу легенди «Торіно», Луїджі Мероні, який трагічно загинув напередодні дербі. Цей випадок ще більше посилив суперництво і ненависть між фанатами. 
У сезоні 2007/08 перед матчем сталися великі заворушення, в процесі яких постраждали двоє поліцейських і близько 40 чоловік були арештовані. Безліч автомобілів і вітрин магазинів були розбиті і підпалені.
В останні роки існує помітне домінування «Ювентуса», настільки, що перемога «Торіно» 2:1 26 квітня 2015 року була їх першим успіхом за останні двадцять років.
У Турині «Торіно» більш популярна команда і має більше вболівальників, ніж сусіди, але в свою чергу за «Ювентус» вболівають у всіх інших районах Італії, і ще мільйони вболівальників по всьому світу.